# Pinos Puente
Pinos Puente est une commune située dans la partie nord occidentale de la comarque de Vega de Granada dans la province de Grenade en Andalousie, au sud-est de l'Espagne.

## Géographie

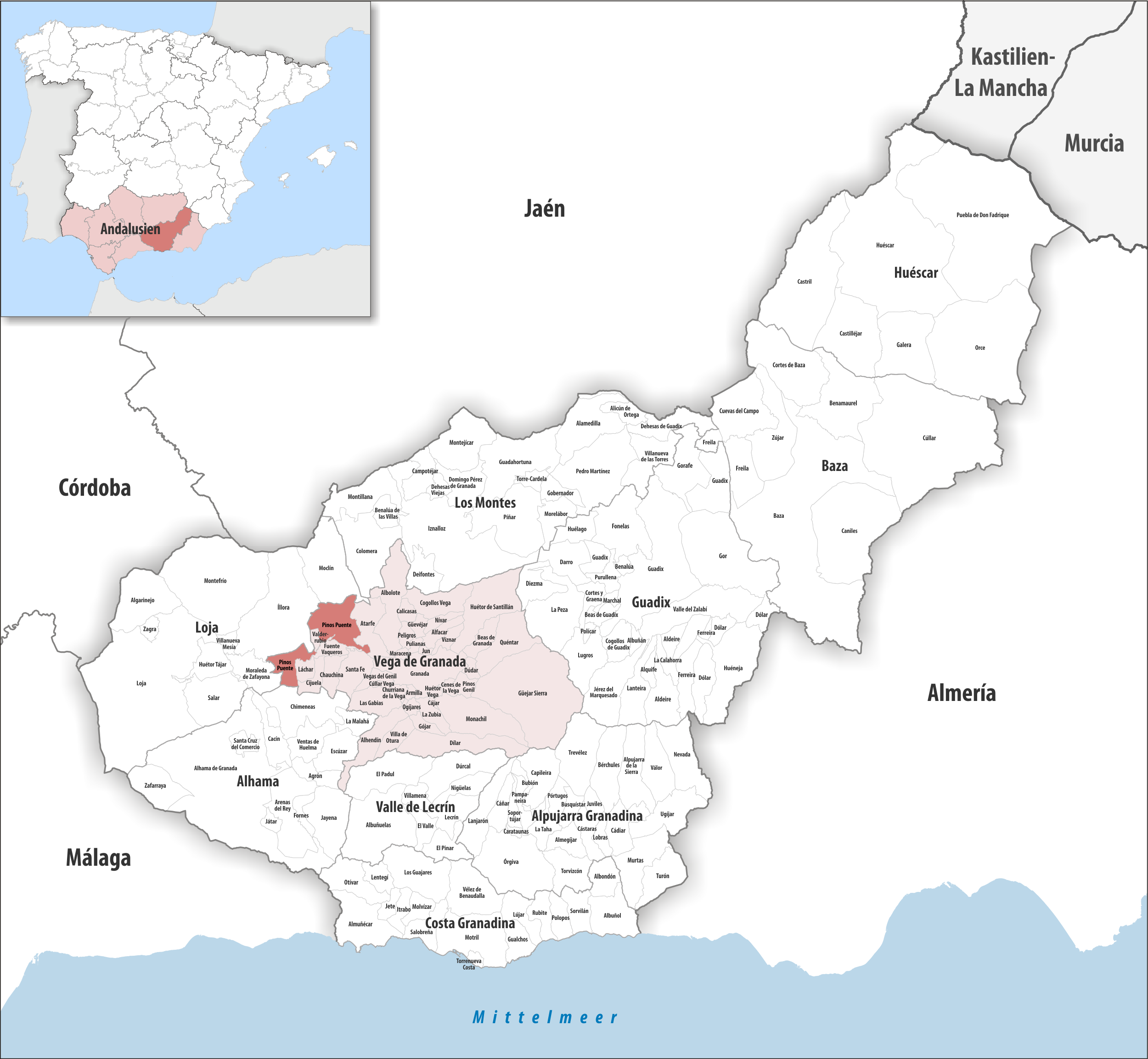
Pinos Puente dans la comarque Plaine de Grenade, province de Grenade / en Andalousie

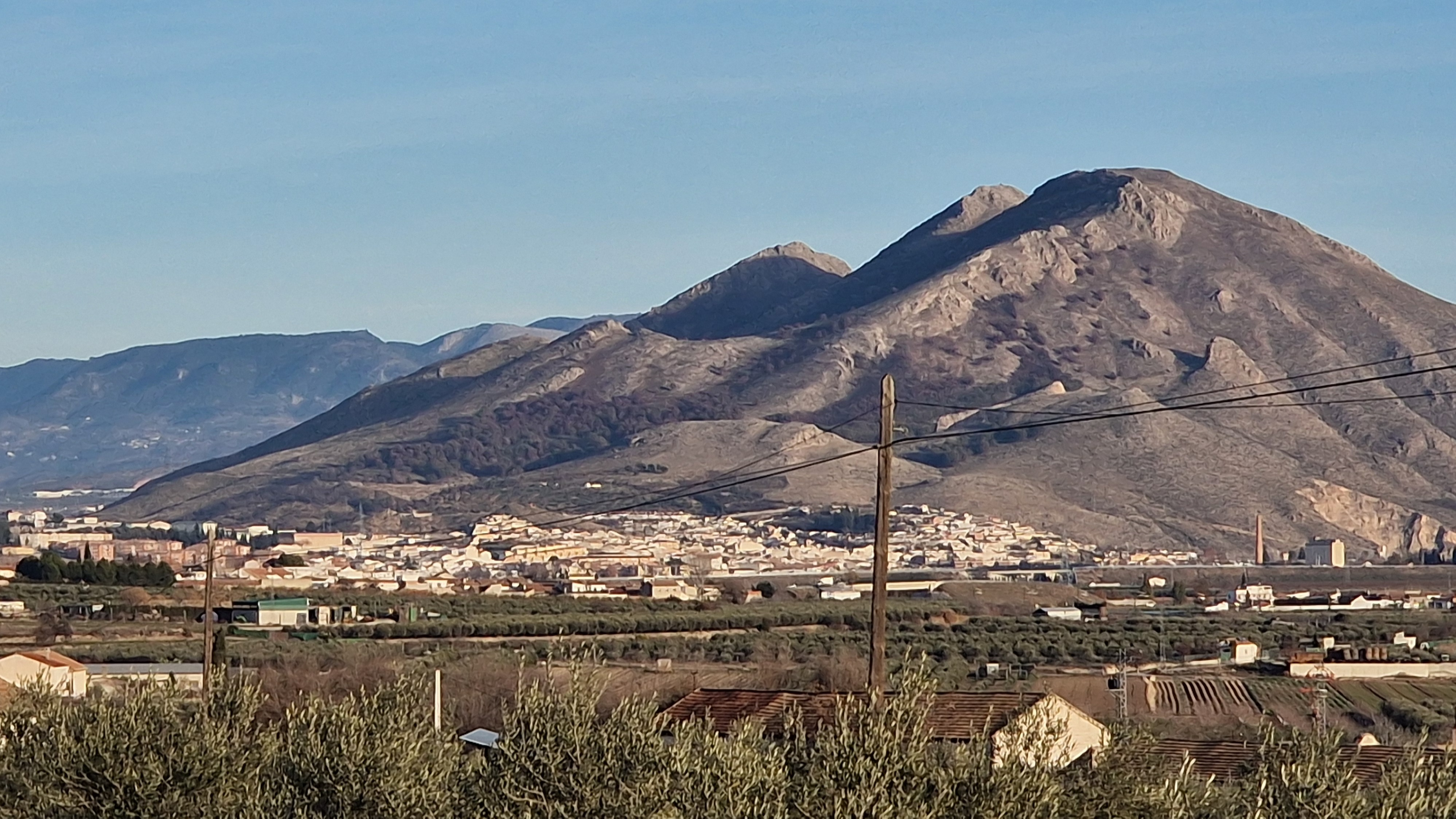
Vue vers l'est sur Pinos Puente, la sierra Elvira en arrière-plan

### Localisation
La commune de Pinos Puente se trouve dans le sud  de l'Espagne, dans la partie ouest de la province de Grenade et en limite ouest de la comarque Plaine de Grenade (en espagnol Vega de Granada).
Grenade est à 20 km sud-est ;
Motril, le port le plus proche, à 79 km sud-sud-est ;
Madrid à 424 km nord ;
Gibraltar à 255 km sud-ouest (distances par route).

### Hydrographie
Le cours d'eau du Genil, affluent du Guadalquivir et qui coule vers l'ouest, marque une partie de la limite de commune avec Láchar sur un peu moins de 2 km avant de traverser la partie sud-ouest de la commune.
Le Cubillas arrive par l'est de la commune, la traverse, marque une partie de la limite de commune avec Fuente Vaqueros au sud, et conflue avec le Genil sur cette dernière commune avant que le Genil ne rejoigne la limite entre Láchar et Pinos Puente.

Sur Pinos Puente, le Cubillos reçoit un affluent : le Velillos (appelé Frailes ou Velillas plus ou moins en amont de Olivares,), qui vient de Moclin au nord.

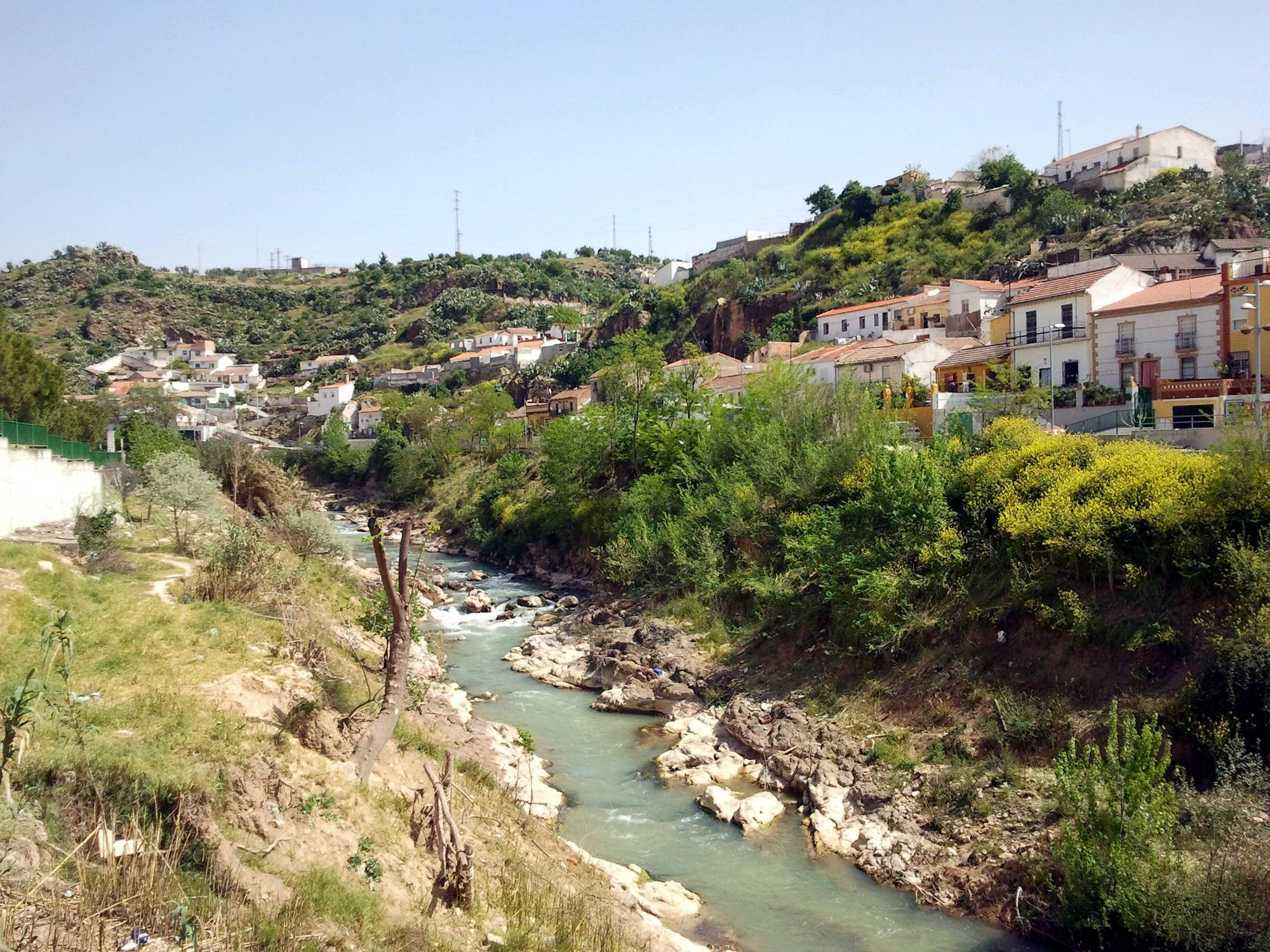
Le Cubillas à Pinos Puente

### Généralités
Une petite partie de la commune à l'est est incluse dans le site protégé Sierra Elvira.
Villages et hameaux
Torre Abeca (es),...

## Histoire
Le Cerro de los Infantes (es) est en rive droite (côté ouest) du cours d'eau Velillos, à un peu plus de 1 km au nord-ouest de Pinos Puente.
Outre des vestiges néolithiques, il est triplement riche d'histoire et d'histoires :
on y a découvert les vestiges de la cité romaine d'Ilurco, une des cités romaines de première importance dans la plaine de Grenade ;
s'y trouvent aussi les ruines du château de Velillos ;
et il a été le lieu en 1319 d'une célèbre bataille entre maures et chrétiens (voir plus bas).
Il y a aussi quelques autres vestiges architecturaux arabes, comme le pont encore existant sur le Genil et que les Pineros désignent sous le nom d'El Puente de La Virgen (Le Pont de La Vierge).

### Préhistoire
Le village de Casanueva, moins de 4 km de Pinos Puente à l'ouest, a livré quelques outils lithiques préhistoriques.
Le Néolithique (VI-Ve millénaire av. J.-C.) est représenté au Cerro de los Infantes (es) mais surtout à La Molaina, un lieu sur la route N-432 (es) de Pinos Puente à Grenade, à 850 m après le rond-point avec la rue Batán. La Molaina est le plus ancien établissement à l'air libre connu de toute l'Andalousie orientale ; le site inclut une fosse funéraire avec plusieurs restes humains encore en position originale rétractée ; des matériaux nouveaux dont un grand nombre de fragments de céramiques, près d'une centaine de pièces de silex, des fragments de marbre blanc qui correspondent à des bracelets néolithiques, et plus d'une cinquantaine de perles de collier qui ont probablement été peintes en rouge.

### Antiquité
Le Cerro de las Agujetas a livré des éperons en bronze de la culture ibère ; ce sont les premiers spécimens trouvés dans la province de Grenade.
Durant l'Antiquité, Casanueva est un point frontière des Bastetani ; il dépend alors de la ville romaine d'Ilurco, à peine 2 km au nord-est.
Une villa romaine se trouvait vers le hameau de Trasmulas (es), au site de la Daragoleja qui a été occupé à l'époque ibère et à l'époque musulmane.
Ce site a livré entre autres une statue en bronze de Minerve ; elle se trouve au musée archéologique de Grenade,.
Mais surtout Ilurco, sur le Cerro de los Infantes (es), est une des cités romaines de première importance dans la plaine de Grenade.

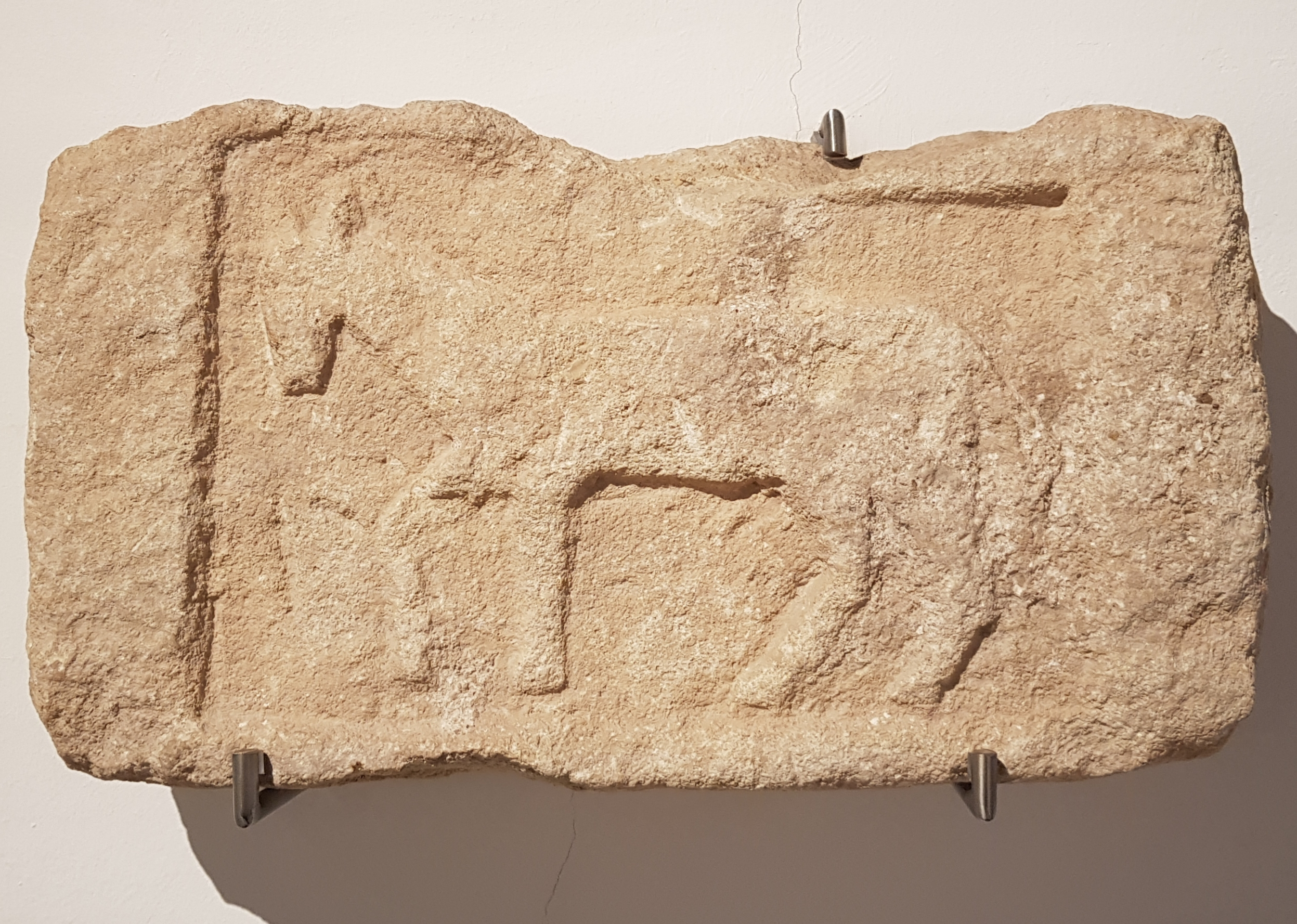
Bas-relief, Ilurco. Musée archéologique de Grenade
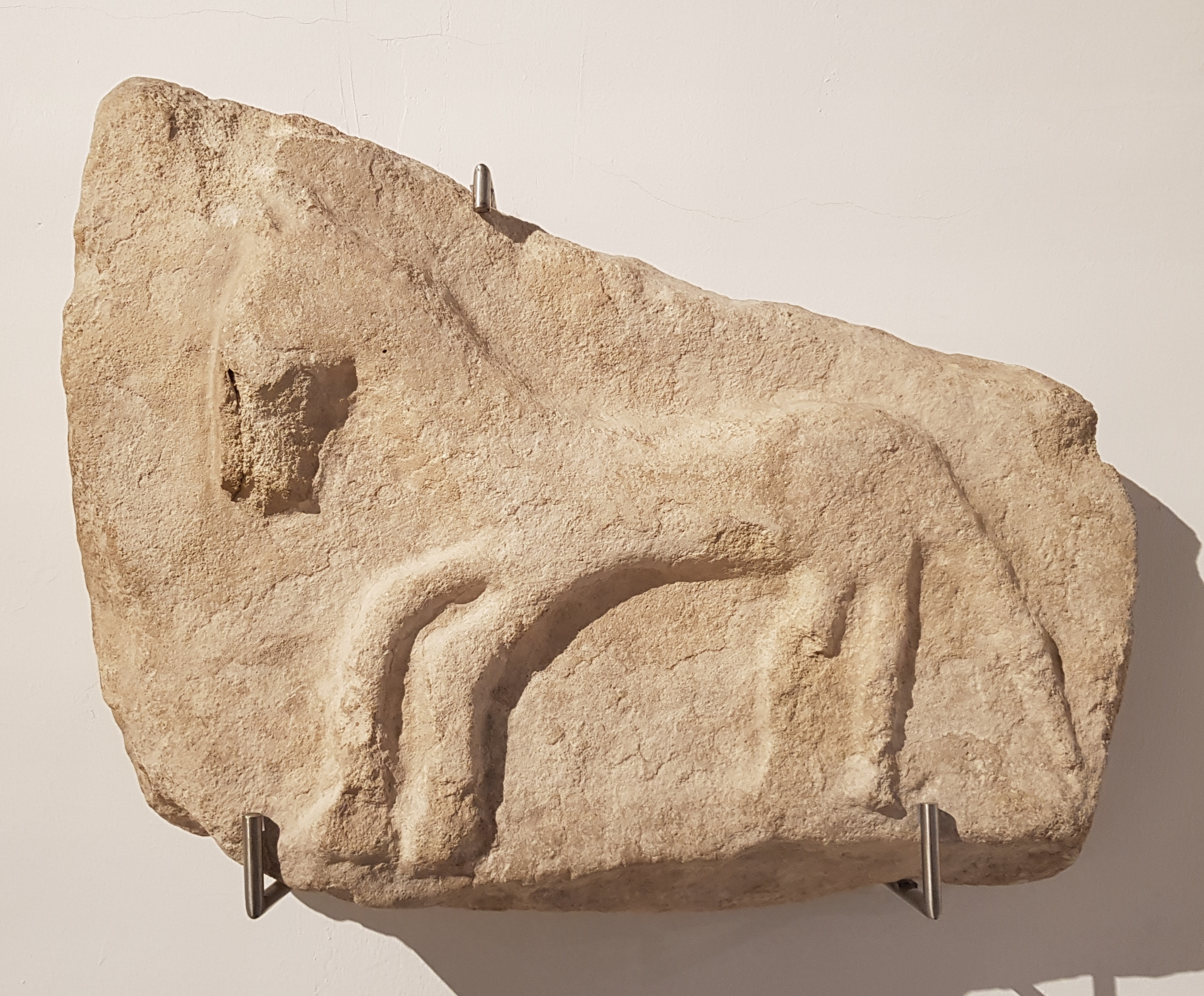
Bas-relief, Ilurco. Musée archéologique de Grenade

### Période arabe
Le grand site de Medina Elvira, aussi appelé Madinat Ilbira, est à cheval sur la commune et sur celle d'Atarfe.
En 2005 le gouvernement d'Andalousie a approuvé un vaste projet de recherches sur le site.
En 1319, sous le règne du très jeune Alphonse XI le Justicier, roi de Castille et León, se déroule sur le Cerro de los Infantes (es) la bataille connue comme le Désastre de la vallée de Grenade (es) : l'armée de Castille-Léon est vaincue par l'armée du sultan Ismaïl Ier de Grenade et ses deux capitaines sont tués : Jean de Castille (es), fils d'Alphonse X le Sage et frère de Sanche IV le Brave ; et Pierre de Castille (es), fils de Sanche IV et frère de Ferdinand IV.
Les chroniques disent que le nom de Casanueva vient de la traduction espagnole de l'arabe Dar - Al - Yidid ; une autre théorie le rattache plus spécifiquement à Daragoleja, qui est également proche. 

Casanueva est pendant un temps la résidence d'Aïcha al-Horra, mère de Boabdil, dernier roi nasride de Grenade.

### XVIesiècle
Selon une légende locale, Christophe Colomb - qui venait de rompre les négociations avec les Rois Catholiques - fut rejoint par un messager au niveau de ce pont (situé à une vingtaine de kilomètres de Grenade). Il fit demi-tour après avoir appris du messager que les souverains se pliaient à ses demandes.

### XVIIesiècle
Le symbole actuel de Casanueva inclut la soi-disant "Tour des Hiéronymites", qui a accueilli l'ordre monastique des Hiéronymites au XVIIe siècle.

### XVIIIesiècle
En 1772, le village de Pinos Puente acquiert le statut de municipe.[réf. nécessaire]

### XIXesiècle
En 1875, l'industrie annonce la création d'une usine de sucre à base de betterave, sous la direction de l'ingénieur Désiré Camus.[réf. nécessaire]
Il semble que le barrio gitano (actuel) constitue le noyau originel et que la calle Real ait vu s'installer les nouveaux venus du repeuplement de 1562, qui s'installèrent comme journaliers de grands latifundios. La culture du flamenco peut avoir eu ses bases locales dans le barrio gitano.[réf. nécessaire]

### XXesiècle
Pendant la guerre civile, Pinos Puente est une base arrière du front. Au hameau de Zujaira, un monument contemporain commémore la mémoire d'habitants morts à Mathausen. C'est dans un hameau de la commune de Pinos Puente, Fuente Vaqueros, que Federico Garcia Lorca fut arrêté en 1936.[réf. nécessaire] Il célèbre lui aussi « El cante jondo », qui constitue la base du chant flamenco.[réf. nécessaire]
Le 13 août 1937, L'Écho d'Alger note que « Dans le sud, on a pu entendre mardi une canonnade, des coups de fusils et  de mitrailleuses à l'intérieur des positions insurgées de la Sierra Elvira, d'Albolote et de Pinos Puente ».
A la fin des années 1950, nombre de journaliers s'exilent en France, Allemagne et en Grande-Bretagne. De façon saisonnière au début puis à l'année et ensuite de façon définitive.[réf. nécessaire]

### XXIesiècle
Valderrubio, un village de la commune de Pinos Puente, était administré depuis 2002 selon le régime d'entité locale autonome (es) (entidad local autónoma ou ELA). Le 18 décembre 2013, il reçoit son indépendance en devenant la municipalité numéro 169 de la province de Grenade.

## Économie
L’économie de la ville est essentiellement basée sur l'agriculture, qui nécessite une irrigation contrôlée ; et sur l’élevage.
La ville possède l'une des plus longues rues, la  Calle Real, ainsi que des municipalités existantes sur la plaine fertile de la province de Grenade[réf. nécessaire], où se situent la mairie, et les principaux commerces.